# Xã Dallas, Quận Taylor, Iowa
Xã Dallas (tiếng Anh: Dallas Township) là một xã thuộc quận Taylor, tiểu bang Iowa, Hoa Kỳ. Năm 2010, dân số của xã này là 606 người.